# Плезант-Ран-Фармс (Огайо)
Плезант-Ран-Фармс (англ. Pleasant Run Farms) — переписна місцевість (CDP) в США, в окрузі Гамільтон штату Огайо. Населення — 4779 осіб (2020).

## Географія
Плезант-Ран-Фармс розташований за координатами 39°18′6″ пн. ш. 84°32′58″ зх. д. / 39.30167° пн. ш. 84.54944° зх. д. (39.301667, -84.549369).  За даними Бюро перепису населення США в 2010 році переписна місцевість мала площу 2,74 км², уся площа — суходіл.

## Демографія
Згідно з переписом 2010 року, у переписній місцевості мешкали 4654 особи в 1666 домогосподарствах у складі 1261 родини. Густота населення становила 1698 осіб/км².  Було 1780 помешкань (649/км²).
Расовий склад населення:
| - 54,0 % — білих - 40,2 % — чорних або афроамериканців - 0,5 % — азіатів - 0,2 % — корінних американців - 0,1 % — вихідців з тихоокеанських островів - 1,3 % — осіб інших рас |

До двох чи більше рас належало 3,7 %. Частка іспаномовних становила 2,1 % від усіх жителів.
За віковим діапазоном населення розподілялося таким чином: 29,2 % — особи молодші 18 років, 61,8 % — особи у віці 18—64 років, 9,0 % — особи у віці 65 років та старші. Медіана віку мешканця становила 35,0 року. На 100 осіб жіночої статі у переписній місцевості припадало 91,1 чоловіків;  на 100 жінок у віці від 18 років та старших — 86,3 чоловіків також старших 18 років.
Середній дохід на одне домашнє господарство  становив 75 676 доларів США (медіана — 68 750), а середній дохід на одну сім'ю — 85 145 доларів (медіана — 78 646). Медіана доходів становила 53 651 долар для чоловіків та 45 987 доларів для жінок. За межею бідності перебувало 8,6 % осіб, у тому числі 11,8 % дітей у віці до 18 років та 3,4 % осіб у віці 65 років та старших.
Цивільне працевлаштоване населення становило 2431 осіб. Основні галузі зайнятості: освіта, охорона здоров'я та соціальна допомога — 28,1 %, виробництво — 11,4 %, науковці, спеціалісти, менеджери — 10,4 %.